# Danilcze
Danilcze (ukr. Данильче) – wieś na Ukrainie w rejonie rohatyńskim obwodu iwanofrankowskiego.

## Historia
W XIX wieku majątek Danilcze często zmieniał swoich właścicieli: w 1836 roku Franciszka z Mrozowickich Sulatycka, wdowa po  Wojciechu Sulatyckim, wojskim lwowskim, zapisała go swoim wnuczkom: Pelagii z Hołowińskich Proskurczynie, Marii z Hołowińskich Sariusz-Zaleskiej oraz Cecylii Hołowińskiej. Następnie dobra te były w posiadaniu kolejno: Józefa Szczepańskiego, Aleksandra Gnoińskiego, Henryka Szeliskiego, a następnie Marcelego Axentowicza i jego syna Józefa. Przed 1914 rokiem jego właścicielką była Anna z Gniewoszów Torosiewiczowa, a następnie jej córka Aniela, zamężna za Franciszkiem Biesiadeckim, znanym bibliofilem. W dniu 3 sierpnia 1907 w Danilczu urodził się Kazimierz Myczkowski (zm. 1969) – polski angiolog, doktor nauk weterynaryjnych. 
W II Rzeczypospolitej w powiecie rohatyńskim województwa stanisławowskiego. W lutym i marcu 1944 nacjonaliści ukraińscy z OUN-UPA zamordowali tutaj 65 Polaków.

## Dwór
- Dwór, Parterowy, wybudowany w stylu klasycystycznym w XIX w.